# Porto Editora
A Porto Editora é uma das maiores editoras portuguesas.

## História
A empresa foi fundada no Porto em 1944 por Vasco Teixeira, notável pedagogo e professor universitário, com o intuito de se tornar uma editora de livros escolares e de dicionários de grande qualidade.
Para além de dicionários e manuais escolares, a Porto Editora tem actualmente um vasto leque de outros produtos, entre os quais se podem encontrar os jogos, os produtos multimédia, onde se destaca a Diciopédia, e diversos projectos Internet ligados à educação e ao ensino – Escola Virtual, Infopédia, Educare, Sítio dos Miúdos, Edusurfa, Netprof – e a livraria on-line Wook.pt.
Em 2002, adquiriu a Areal Editores e a Raiz Editora, duas das suas principais concorrentes . Até à altura, não houve fusão entre as três empresas, sendo que ainda se editam livros com as marcas Lisboa Editora e Areal Editores. Mais recentemente, a Porto Editora estendeu o seu catálogo à área da Literatura. Para o efeito, constituiu uma divisão editorial literária no Porto e outra em Lisboa, sendo ambas responsáveis pela edição sob as chancelas Ideias de Ler e Albatroz. No início de 2010 adquiriu a Sextante Editora para ajudar a expansão da área literária.
Em 2010, adquiriu o grupo Bertrand, não só para novamente aumentar o leque de obras e a quota no mercado literário, mas também para rapidamente expandir a sua diminuta rede de lojas e, juntamente com a Wook, controlar a grande maioria das vendas online de livros em Portugal. Este grupo engloba as edições Bertrand, Quetzal, Pergaminho, Temas e Debates, Arte Plural, Contraponto, GestãoPlus e 11/17. Fazem também parte a Círculo de Leitores e as redes distribuição e de livrarias do mesmo grupo.

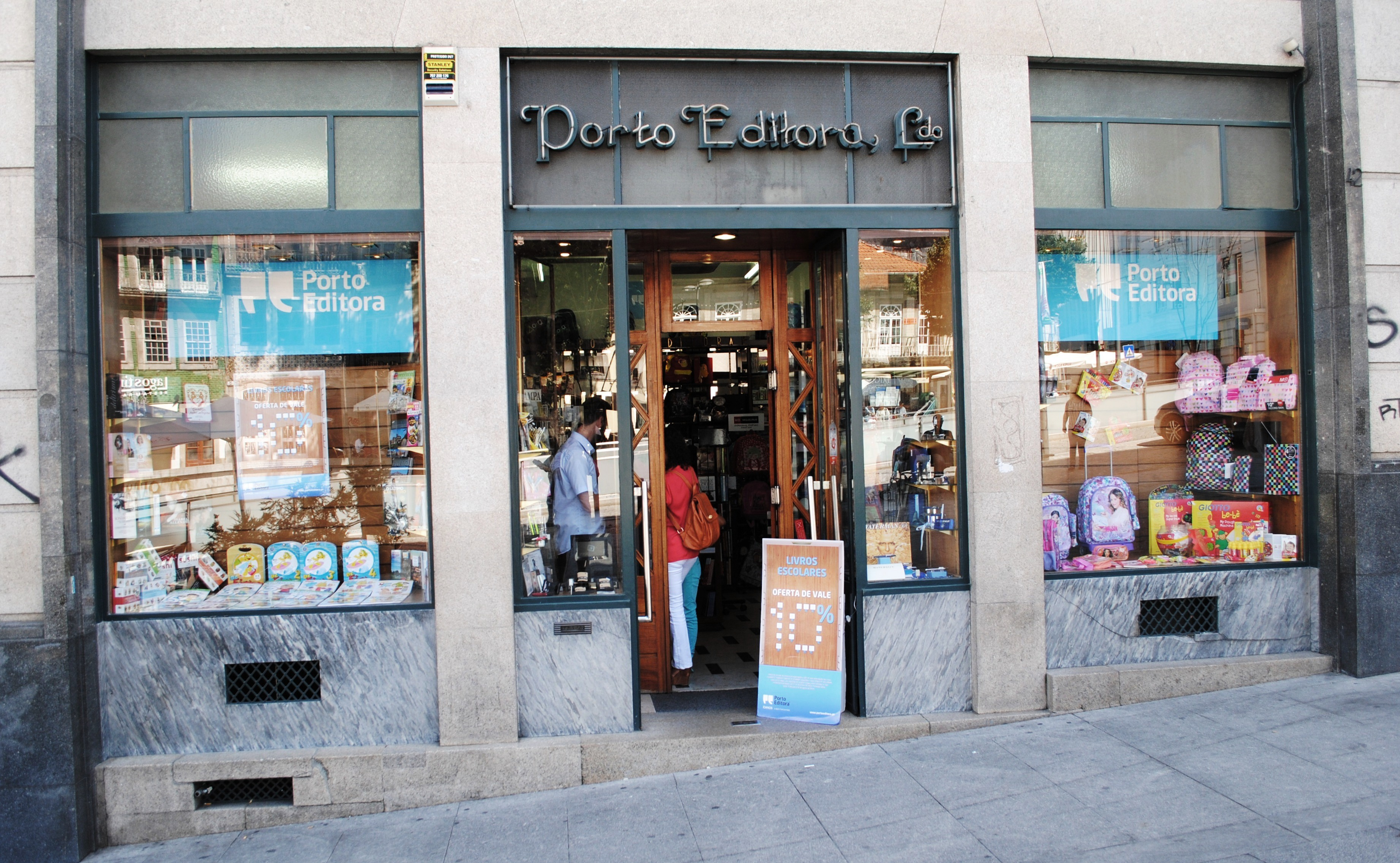
Praça D. Filipa de Lencastre.

Em janeiro de 2015, o Grupo Porto Editora divulgou a aquisição da marca e do catálogo da chancela Livros do Brasil, depois de um ano de colaboração para as áreas de edição e de distribuição entre as duas editoras .
Também investe em Angola e em Moçambique, tendo para isso criado a Plural Editores Angola e a Plural Editores Moçambique. Existem ainda tímidas incursões no ainda pequeno mercado de Timor-Leste. A Porto Editora tomou também posição recentemente sobre as corridas de touros, inserindo em publicações suas textos contra a Festa Brava.
Todo o controlo do grupo reside, directa ou indirectamente, sobre a família Teixeira, não sendo por isso cotada em bolsa.

## Editoras
- Porto Editora
- Areal Editores
- Raiz Editora
- Assírio & Alvim
- Sextante
- Livros do Brasil
- Coolbooks
- Ideias de Ler
- Albatroz
- 5 Sentidos
- Plural Moçambique

- Plural Angola
- Plural Timor-Leste